# Eidgenössische Technische Hochschule Zürich
Eidgenössische Technische Hochschule (forkortet ETH Zürich) er et teknisk universitet i Zürich i Schweiz. I det tysksprogede Schweiz kaldes højskolen også Poly, efter det tidligere navn Polytechnikum. ETH blev oprettet i 1854 som Eidgenössische polytechnische Schule og indledte sin virksomhed i Zürich i 1855.
ETH havde i 2016 19.815 studerende, hvoraf 38% ikke er fra Schweiz. Højskolen havde 9.100 heltidsansatte, hvoraf 509 er professorer.
ETH er et af Europas mest velrenommerede universiteter og tilbyder udmærkede forskningsmuligheder. Skolen har udeksamineret 21 Nobelprisvindere. Blandt prisvinderne er Wilhelm Conrad Röntgen (1901) og Albert Einstein (1921), som begge studerede her (Röntgen 1865-69 og Einstein 1896-1900) og siden arbejdet som professorer ved ETH.
Times Higher Education Arkiveret 25. september 2016 hos  Wayback Machine rangerer årligt verdens universiteter og placerede for 2018 ETH på en 10. plads, med placeringer på 9. pladsen i 2016 og 2017. ETH regnes blandt de bedste universiteter i Europa sammen med Cambridge, Oxford og Imperial College London, og angives ofte for at være "det bedste universitet i det kontinentale Europa".

## Berømte studenter og lærere
- Wernher von Braun
- Schak Bull
- Albert Einstein
- Carl Gustav Jung
- Wilhelm Conrad Röntgen
- Santiago Calatrava
- Max Frisch
- Gottfried Semper
- Kārlis Ulmanis
- Niklaus Wirth

## Andet
Mellem Poly-terrassen ved ETH og Central-pladsen foran Bahnhofbrücke går den gamle kabelbane Polybahn.
ETH er også medlem af IARU-alliancen sammen med 10 øvrige universiteter: Australian National University, Københavns universitet, National University of Singapore (NUS), Peking Universitet, University of California; Berkeley, University of Cambridge, University of Johannesburg, University of Oxford, The University of Tokyo og Yale University.